# Bevil Rudd
Bevil Gordon D'Urban Rudd (5. října 1894, Kimberley – 2. února 1948, tamtéž) byl jihoafrický atlet, sprinter, olympijský vítěz v běhu na 400 metrů z roku 1920.

## Život
Pocházel z rodiny spojené s firmou De Beers zabývající se dobýváním a prodejem diamantů. Získal stipendium na univerzitě v Oxfordu. Během první světové války sloužil v britské armádě a obdržel vyznamenání Military Cross za odvahu.
Na olympijských hrách v Antverpách v roce 1920 startoval ve třech disciplínách, v každé z nich získal medaili. Zvítězil v běhu na 400 metrů, byl členem stříbrné štafety na 4 × 400 metrů a v běhu na 800 metrů skončil na třetím místě. Ve stejném roce vyhrál mistrovství Velké Británie v bězích na 440 a 880 yardů. Byl zároveň vyhlášen nejlepším britským atletem za tento rok.
Po skončení studií se vrátil do Jižní Afriky, kde pracoval jako sportovní novinář. Od roku 1930 pracoval jako redaktor deníku The Daily Telegraph ve Velké Británii. Po druhé světové válce se vrátil zpět do Jižní Afriky, kde zanedlouho zemřel.